# 関東スーパーリーグ
関東スーパーリーグ（かんとうスーパーリーグ）は、かつて開催されていた高校生（ユース）年代のサッカー大会である。
2003年からは関東スーパーリーグを発展する形でJFAプリンスリーグU-18が全国で開催されるようになり、関東地区ではプリンスリーグ関東が開始されるようになった。

## 設立の経緯
1997年、当時の習志野市立習志野高校の本田裕一郎や船橋市立船橋高校の布啓一郎、暁星高校の林義規らのサッカー部監督の話し合いの中で関東の有力校同士のリーグ戦が構想・立案され、交流のある関東各都県の有力校に話を持ちかけて賛同を得ることで開始した。最初の参加校は次のとおり。
- 習志野市立習志野高校
- 船橋市立船橋高校
- 暁星高校
- 帝京高校
- 武南高校
- 前橋育英高校
- 前橋商業高校
- 帝京第三高校
- 韮崎高校
- 桐光学園高校
- 水戸商業高校
- 佐野日本大学高校

### リーグ戦のメリット
設立を提唱した林義規はリーグ戦のメリットとして、次の点を挙げている。
1. 負けたら終わりのトーナメントではできないような思い切ったプレーができる
2. トーナメントにない引き分けや得失点差などがあるので駆け引きが必要になる
3. ホームアンドアウェーで2試合やることで、「次はどう戦うか」と考えることができる

## 2000年大会
2000年大会では、関東の12校に、静岡県の静岡学園高校と清水商業高校の2校を加えた14校で開催された。優勝校は、武南高校だった。
| 順 | チーム               | 試 | 勝 | 分 | 敗 | 得 | 失 | 差  | 点 | 出場権または降格 |
| -- | -------------------- | -- | -- | -- | -- | -- | -- | --- | -- | ---------------- |
| 1  | 武南高校             | 13 | 10 | 2  | 1  | 32 | 11 | +21 | 22 |                  |
| 2  | 船橋市立船橋高校     | 13 | 10 | 2  | 1  | 24 | 10 | +14 | 22 |                  |
| 3  | 静岡学園高校         | 13 | 9  | 0  | 4  | 27 | 22 | +5  | 18 |                  |
| 4  | 前橋商業高校         | 13 | 7  | 1  | 5  | 16 | 13 | +3  | 15 |                  |
| 5  | 帝京高校             | 13 | 5  | 4  | 4  | 20 | 17 | +3  | 14 |                  |
| 6  | 清水商業高校         | 13 | 6  | 1  | 6  | 25 | 14 | +11 | 13 |                  |
| 7  | 暁星高校             | 13 | 5  | 3  | 5  | 21 | 17 | +4  | 13 |                  |
| 8  | 習志野市立習志野高校 | 12 | 6  | 1  | 5  | 24 | 21 | +3  | 13 |                  |
| 9  | 水戸商業高校         | 13 | 5  | 1  | 7  | 14 | 23 | −9  | 11 |                  |
| 10 | 桐光学園高校         | 13 | 4  | 2  | 7  | 18 | 24 | −6  | 10 |                  |
| 11 | 佐野日本大学高校     | 13 | 3  | 4  | 6  | 15 | 26 | −11 | 10 |                  |
| 12 | 韮崎高校             | 13 | 3  | 2  | 8  | 16 | 24 | −8  | 8  |                  |
| 13 | 前橋育英高校         | 13 | 3  | 2  | 8  | 13 | 26 | −13 | 8  |                  |
| 14 | 帝京第三高校         | 13 | 1  | 3  | 9  | 5  | 22 | −17 | 5  |                  |

最終更新は最終節の試合終了時
出典: 「高校サッカースーパーリーグ2000最終節レポート 関東の有力校がリーグを通じて力をつける」『サッカークリニック』2000年11月、26-31頁。
順位の決定基準: 1. 勝点; 2. 得失点差; 3. 得点数.

## 2002年大会
2002年に関東サッカー協会の主催によって開催された関東スーパーリーグでは、高校サッカーは1都7県から各2チームで16チーム、クラブユースは4チームの、計20チームが参加した。参加した20チームは、2グループに分かれてリーグ戦を行い、両グループの同一順位チーム同士で順位決定戦を行った。
この大会では、神奈川県立弥栄高等学校が優勝した。同校でアシスト王となった養父雄仁が最優秀選手、FC東京U-18の李忠成が得点王となった。

### 参加チームと順位
| 順位 | チーム                 | 都道府県    |
| ---- | ---------------------- | ----------- |
| 1    | 弥栄西高校             | 神奈川県第1 |
| 2    | 流経大柏高校           | 千葉県第2   |
| 3    | 浦和レッズユース       | クラブ第4   |
| 4    | 横浜F・マリノスユース  | クラブ第2   |
| 5    | FC東京U-18             | クラブ第1   |
| 6    | 市立船橋高校           | 千葉県第1   |
| 7    | 帝京高校               | 東京都第1   |
| 8    | 韮崎高校               | 山梨県第1   |
| 9    | 鹿島アントラーズユース | クラブ第3   |
| 10   | 佐野日大高校           | 栃木県第1   |
| 11   | 桐光学園高校           | 神奈川県第2 |
| 12   | 前橋育英高校           | 群馬県第1   |
| 13   | 伊奈学園総合高校       | 埼玉県第1   |
| 14   | 國學院栃木高校         | 栃木県第2   |
| 15   | 常磐高校               | 群馬県第2   |
| 16   | 水戸商業高校           | 茨城県第2   |
| 17   | 鹿島高校               | 茨城県第1   |
| 18   | 帝京三高校             | 山梨県第2   |
| 19   | 国分寺高校             | 東京都第2   |
| 20   | 浦和南高校             | 埼玉県第2   |